# 燕魟目
燕魟目（學名：Myliobatiformes），又称鲼形目或鲼目，是屬於軟骨魚綱板鰓亞綱鰩總目的魚類，與鯊魚有親緣關係，屬於軟骨魚。原來劃在鳐目下，但是後來研究顯示它是一個單源群，獨立於鳐目之外發展出高度扁平的體型。

## 分類
納爾遜於 2006 年出版的《世界魚類》中燕魟目的分類如下：
- 梳板鰩亞目（英语：Zanobatoidei） Zanobatoidei
  - 梳板鰩科（英语：Zanobatidae） Zanobatidae
- 燕魟亞目（英语：Myliobatoidei） Myliobatoidei
  - 六鰓魟總科（英语：Hexatrygonoidea） Hexatrygonoidea
    - 六鰓魟科 Hexatrygonidae

  - 扁魟總科（英语：Urolophoidea） Urolophoidea
    - 近魟科 Plesiobatidae
    - 扁魟科 Urolophidae：或稱平魟科。

  - 巨尾魟總科（英语：Urotrygonoidea） Urotrygonoidea
    - 巨尾魟科 Urotrygonidae

  - 魟總科（英语：Dasyatoidea） Dasyatoidea
    - 魟科 Dasyatidae
    - 江魟科 Potamotrygonidae
    - 燕魟科 Gymnuridae：或稱鳶魟科。
    - 鱝科 Myliobatidae

其他
- †Dasyomyliobatidae 
  - †Dasyomyliobatis
    - †Dasyomyliobatis thomyorkei Marramà, Villalobos-Segura, Zorzin, Kriwet & Carnevale, 2023[7]